# Farmaco

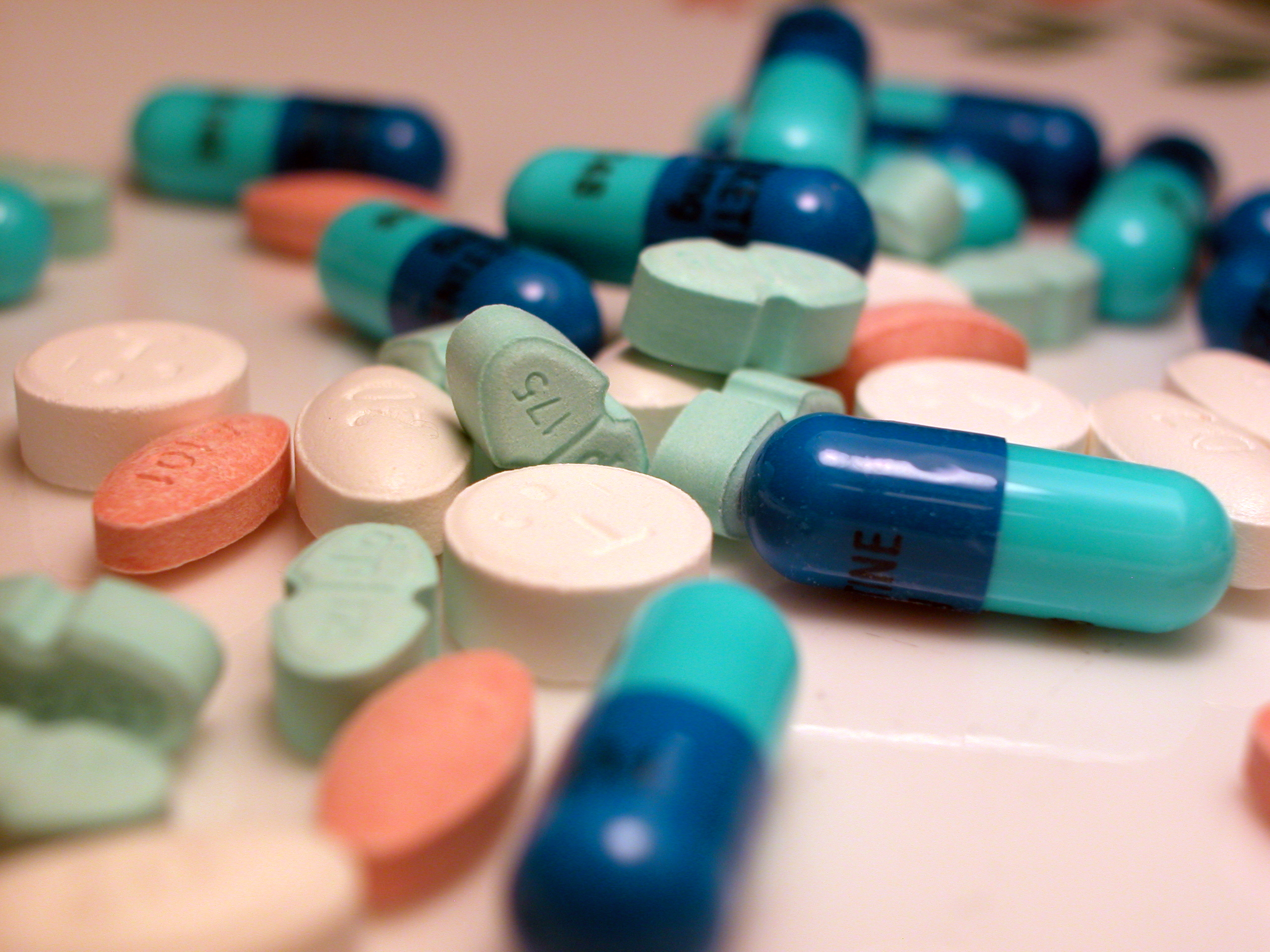
Pillole e compresse

IUPAC definisce il farmaco come:
Qualsiasi sostanza che, una volta assorbita da un organismo vivente, può modificare una o più delle sue funzioni.
L'Organizzazione mondiale della sanità definisce il farmaco come:
Una sostanza o un prodotto usato per modificare o esaminare funzioni fisiologiche o stati patologici, a beneficio del paziente.
L'FDA americana definisce il farmaco come:
1) una sostanza riconosciuta da una farmacopea ufficiale o formulario
2) una sostanza destinata all'uso nella diagnosi, cura, attenuazione, trattamento o prevenzione di una malattia
3) una sostanza, diversa dagli alimenti, destinata ad influenzare la struttura o qualsiasi funzione del corpo
4) una sostanza destinata all'uso come componente di un medicinale
La Direttiva 2001/83/CE del Parlamento europeo e del Consiglio, del 6 novembre 2001, recante un codice comunitario relativo ai medicinali per uso umano definisce il medicinale come:
[...] ogni sostanza o associazione di sostanze presentata come avente proprietà curative o profilattiche delle malattie umane;
ogni sostanza o associazione di sostanze che possa essere utilizzata sull'uomo o somministrata all'uomo allo scopo di ripristinare, correggere o modificare funzioni fisiologiche, esercitando un'azione farmacologica, immunologica o metabolica, ovvero di stabilire una diagnosi medica.
I farmaci trovano applicazione sia per uso umano che per uso veterinario, questi ultimi vengono definiti dal Regolamento (UE) 2019/6 del Parlamento europeo e del Consiglio dell’11 dicembre 2018 come:
qualsiasi sostanza o associazione di sostanze che soddisfi almeno una delle seguenti condizioni:
a) è presentata come avente proprietà per il trattamento o la prevenzione delle malattie degli animali;
b) è destinata a essere utilizzata sugli animali, o somministrata agli animali, allo scopo di ripristinare, correggere o modificare funzioni fisiologiche, esercitando un’azione farmacologica, immunologica o metabolica;
c) è destinata a essere utilizzata sull’animale allo scopo di stabilire una diagnosi medica;
d) è destinata a essere utilizzata per l’eutanasia degli animali.

## Storia

### Antichità

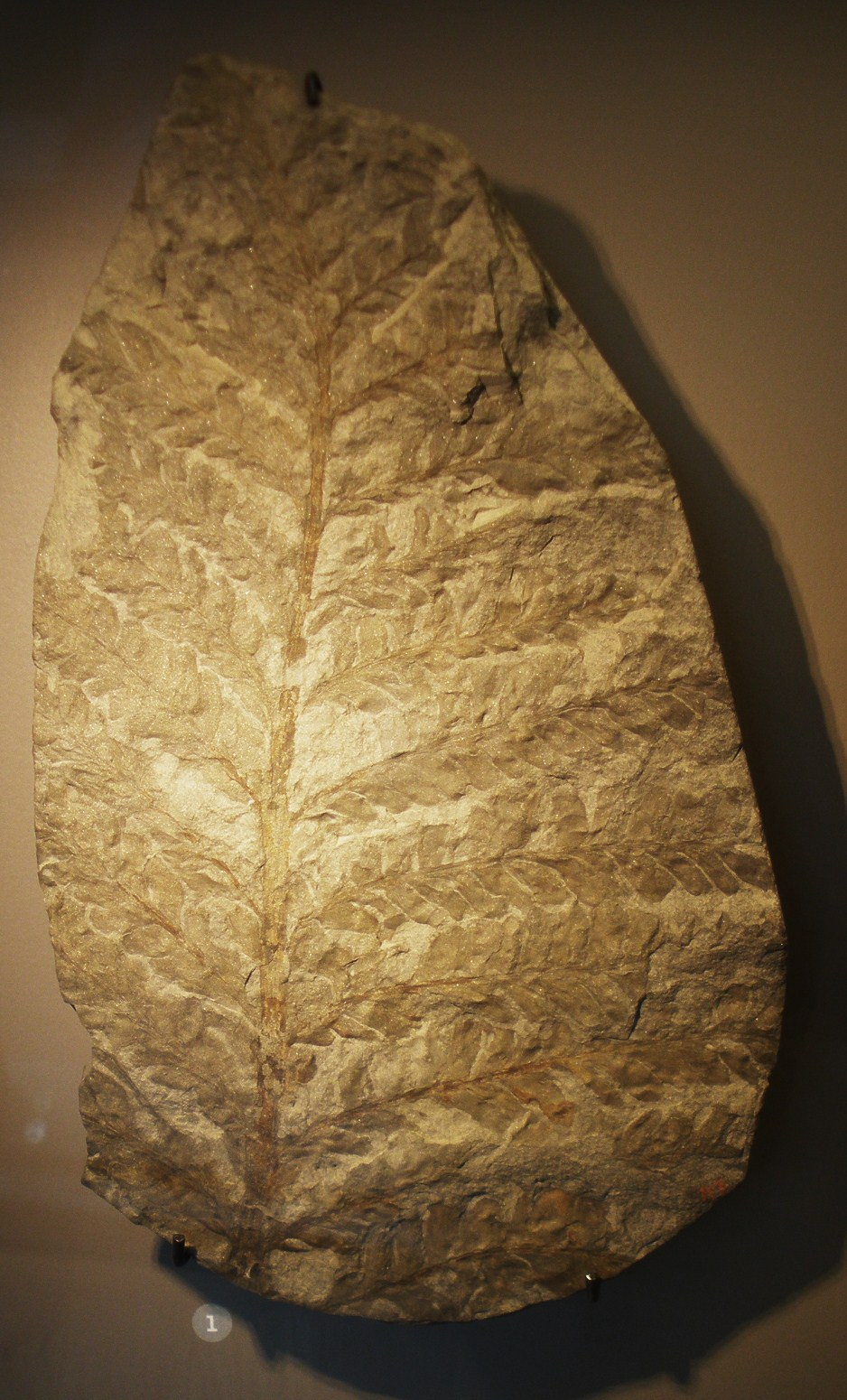

La storia del farmaco è lunga quanto quella della civiltà. Alcuni studi hanno riportato che gli esseri umani del Paleolitico conoscevano l’uso di piante amare con proprietà velenose o psicotrope per l’automedicazione.
Nell’antichità non esisteva un sistema medico strutturato: la principale fonte di cura per le malattie erano le piante, scoperte per lo più casualmente. Alcuni dei “farmaci” scoperti non avevano alcun valore medicinale, come l’alcol e il tè, mentre altri risultavano dannosi e provocavano dipendenza, come la cannabis e l’oppio.
Le funzioni delle piante come medicinali venivano trasmesse oralmente o incise nelle grotte, e le pratiche erano fortemente influenzate dalle culture e dalle religioni. Le pratiche della medicina egizia si possono ritrovare in alcuni documenti, come il Papiro di Ebers, prodotto nel 1536 a.C.
Si tratta di uno dei più antichi documenti medici conosciuti, che registra alcune condizioni patologiche e l’uso di 328 ingredienti di origine vegetale per la preparazione di 876 prescrizioni. Secondo alcuni studiosi fu proprio in Egitto che vennero fissate per la prima volta le basi della farmacovigilanza.
In India, l'ayurveda, noto anche come "la scienza della vita", è il sistema medico più diffuso e venne istituito sin dal II secolo a.C. I testi Caraka-Samhitā e Suśruta-Samhitā hanno documentato le categorie, le proprietà e la farmacologia di oltre 700 piante utilizzate nella medicina ayurvedica.
In Cina, l’uso di erbe e materiali provenienti da altre risorse naturali è stato la pratica principale della medicina tradizionale cinese (TCM) sin dalla dinastia Han orientale (25–220 d.C.). La medicina cinese si è evoluta da un approccio basato sul tentativo e sull’errore fino alla creazione di un sistema erboristico strutturato. Sono stati prodotti diversi documenti sulla medicina tradizionale cinese, e la compilazione più famosa è il Compendio di materia medica, noto anche come Běncăo Gāngmù.

### Periodo greco-romano

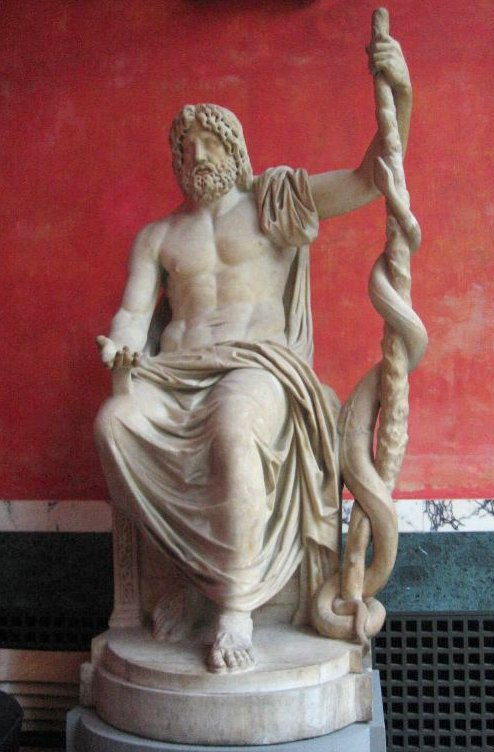
Esculapio

Intorno al 500 a.C., i Greci trasformarono le credenze superstiziose in medicina introducendo un approccio empirico e razionale, sotto l’influenza di filosofi greci come Empedocle e Pitagora.
Nel passato la preparazione di un farmaco era soggetta a precisi rituali che ne consentivano la trasmissione nel tempo. Ad esempio la teriaca di Andromaco, una panacea composta da duecento elementi, è giunta alle soglie della nostra epoca. Ne sono infatti disponibili ordinanze sindacali che ne regolano la vendita nelle principali città fino al 1916.

Nasce in Grecia anche il "padre della medicina scientifica", Ippocrate, che nei suoi scritti indica numerosi medicamenti di origine vegetale, minerale e animale, nonché nel IV secolo a.C. diede la seguente definizione:
[...] sono farmaci tutte le sostanze capaci di variare lo stato presente dell'organismo, vale a dire capaci di determinare modificazioni funzionali, in senso positivo e in senso negativo, nell'organismo vivente.
Dalla Grecia i farmaci passano a Roma dove il loro numero aumenta considerevolmente così come riporta Dioscoride Pedanio di Anazarba, uno dei più grandi protofarmacologi del tempo (I secolo). Egli mette inoltre in luce un problema tutt'oggi attuale: l'adulterazione dei farmaci da parte di affaristi privi di scrupoli. Nel De materia medica, un tratto in greco di 5 volumi, egli raccoglie tutte le nozioni farmacologiche del tempo e i preparati di origine vegetale, animale - compreso l'uomo - e minerale. Esso viene considerato la colonna portante della farmacologia e della farmacognosia e venne utilizzato fino al XVI secolo.
Tra i nomi illustri di questo periodo troviamo poi Galeno (II secolo) le cui pratiche sono state diffusamente adottate nel corso dei secoli tanto da essere ancora utilizzate nel XVII secolo. Sotto l'Impero Romano nascono inoltre la figura del medico che spesso senza avere particolari studi approntava le preparazioni medicamentose, le prescriveva e le vendeva, la figura del rizotomo (tagliatore di radici) e quella dell'erbario (raccoglitore di erbe).

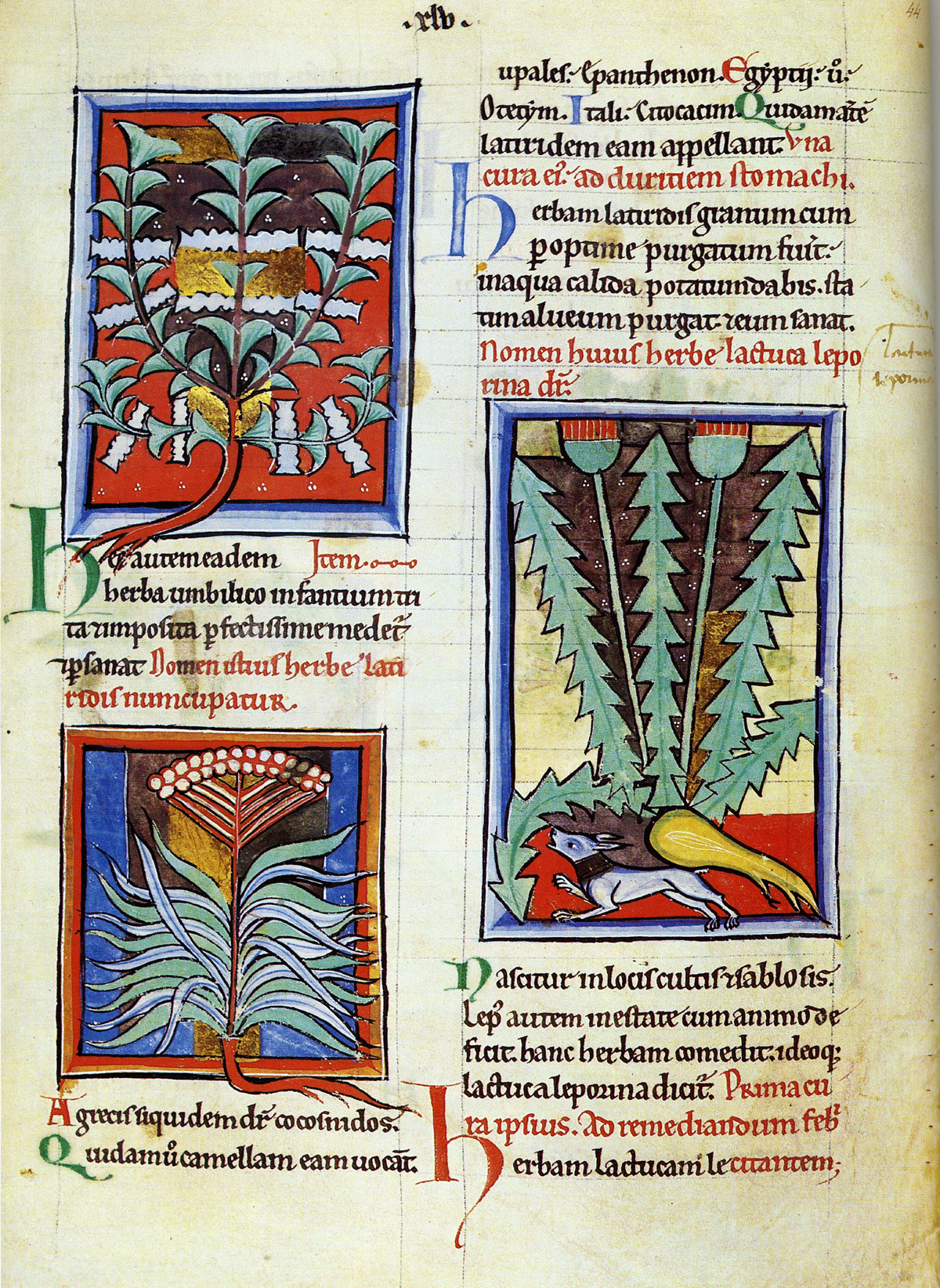
Erbario inglese del 1200 circa

### Medioevo
Nel Medioevo si diffonde il concetto di malattia come castigo o prova imposta da Dio e della cura del malato come atto di carità. La cura delle malattie si basava. oltre che su minerali e riposo, sull'utilizzo di vegetali le cui proprietà vengono attribuite su basi irrazionali come ad esempio il collegamento tra la forma, il colore o la struttura di una pianta ricordino una parte del corpo e siano dunque la soluzione migliore nel caso di malattia in quella parte specifica (dottrina della signatura). Sono di questo periodo la medicina monastica o conventuale, la medicina e l'alchimia araba da cui derivano nozioni che si fonderanno nel tempo.

#### Medicina monastica o conventuale
Nasce in Italia e il primo centro fu il monastero di Montecassino seguito da diversi monasteri benedettini intorno a cui sorgono ospedali e si forma una cultura medica che si diffonde in tutta Europa. I testi più noti sono gli 'hortuli' che contengono informazioni sui 'semplici' (quasi esclusivamente piante officinali) con cui preparare unguenti, decotti e impiastri.
Le ricette venivano trascritte in libri segreti e tramandate dagli 'infirmarius' (monaci erboristi) a un allievo di fiducia. I monaci erboristi erano inoltre responsabili dell'armarium pigmentariorum dove venivano riposte le erbe.

#### La medicina araba e l'alchimia
Durante il periodo d’oro della scienza araba, dal IX al XIII secolo, i sovrani promossero progetti di traduzione e raccolte di libri provenienti da civiltà greca, romana, persiana, indiana, cinese, siriana e altre furono tradotte, studiate e modificate in lingua araba. Le medicine ippocratica e galenica furono adottate e adattate dai medici arabi in base ai loro studi ed esperienze. Le pratiche e lo sviluppo della medicina fiorirono con l’ascesa della civiltà araba. Ad esempio, furono istituiti i primi dispensari della storia e venne costruito un ospedale con una farmacia che operava in modo indipendente. Inoltre, Al-Biruni, studioso musulmano, scrisse un libro intitolato Saydanah Fit-Tibb, nel quale definì il ruolo del farmacista. Questi sviluppi posero le basi della professione farmaceutica.

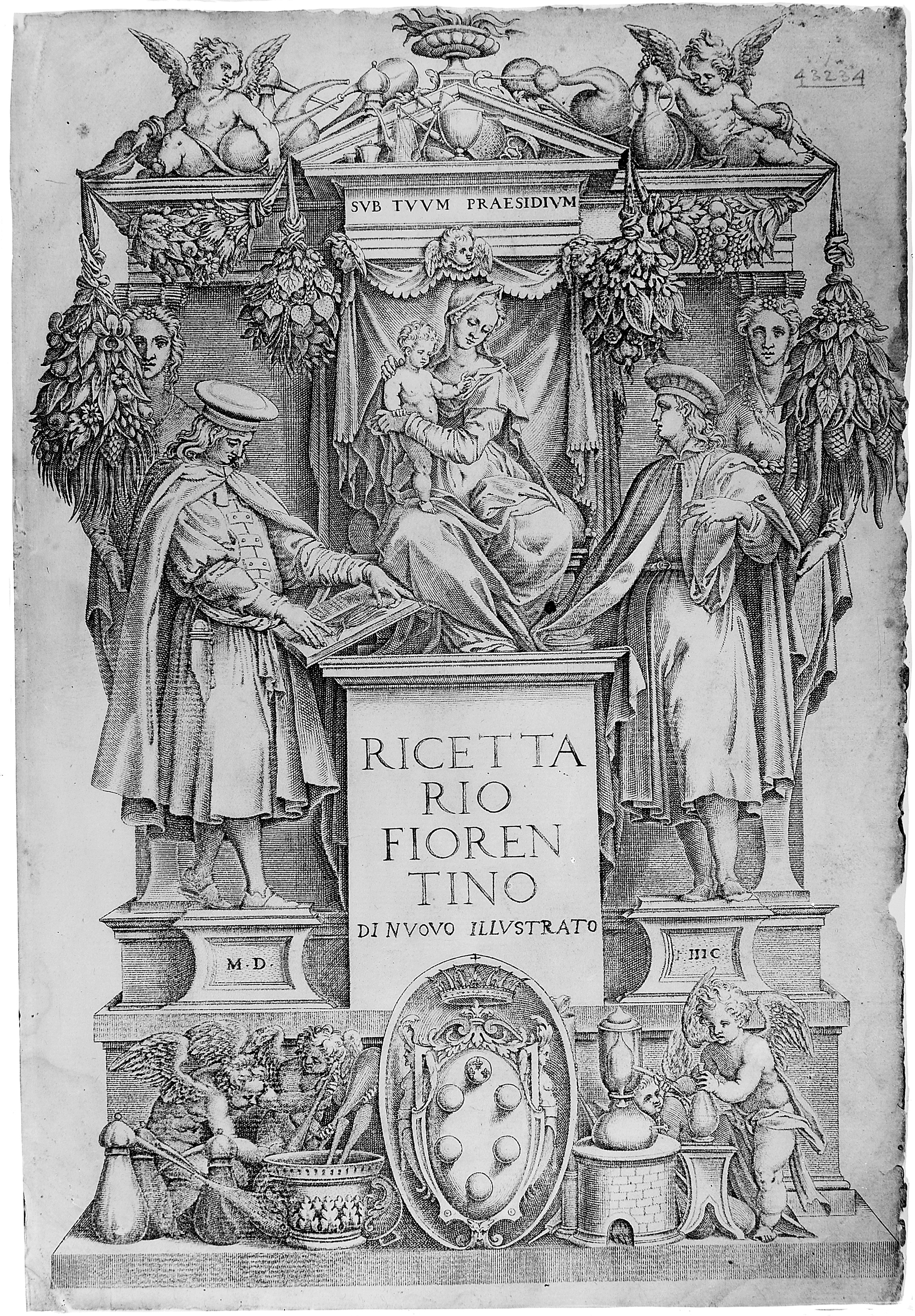
Ricettario fiorentino

### Dal Rinascimento al XVIII secolo
Nel Rinascimento la stampa e la scoperta dell'America hanno un importante impatto sulla sviluppo della farmacologia. La stampa permette la diffusione di conoscenze sulla materia attraverso la divulgazione delle opere di Ippocrate, Dioscoride e Galeno, come nei Commentarii in libros Dioscoridis di Pietro Andrea Mattioli (Venezia, 1565), nonché il famoso Ricettario dei Dottori dell'Arte e di Medicina del Collegio Fiorentino noto anche come Ricettario Fiorentino (1498). La scoperta dell'America invece rende possibile l'introduzione e l'utilizzo di nuove piante come la gialappa, il guanaco e la ratania.
ll XV e il XVI secolo sono considerati i secoli del 'delirio alchimistico' il cui più illustre rappresentante è sicuramente Theophrastus von Honenheim, più comunemente noto con il nome di Paracelso di cui si riporta una celebre citazione:
(Paracelso, Responsio ad quasdam accusationes & calumnias suorum aemulorum et obtrectatorum. Defensio III. Descriptionis & designationis nouorum Receptorum.)
A partire dalla fine del XVII secolo poi si inizia a capire che le sostanze farmacologicamente attive presenti nelle piante si formano secondo un ciclo biologico, annuale o pluriennale, e che si concentrano in specifiche parti della pianta come i semi e le foglie. Tra il 1552 e il 1578 viene compilato il Pent'sao di Li Shih-chen, il primo trattato medico-farmaceutico che comprende il 'catalogo delle erbe medicinali' con la descrizione di oltre 1000 piante medicinali e circa 10.000 formulazioni erboristiche. L'opera in 52 volumi comprende anche 2000 medicamenti che verranno adottati nella farmacologia occidentale.
Nel XVII e XVIII secolo si caratterizza e si sviluppa la figura del 'ciarlatano' - chiamato anche 'medico imbonitore', 'montinbanco', 'cantimbanco' o 'medico di fiera' - che viene definito dall'Accademia della Crusca come colui che:

Tra i prodotti più venduti troviamo la teriaca e l'antidoto per il morso di serpente. Non vi era alcun controllo su questi prodotti e nemmeno sugli effetti che questi avevano sui cosiddetti 'pazienti'. Alla fine del XVIII secolo si pone all'attenzione il 'balsamo homogeneo' del frate Pietro Antonio Banfi che ne richiede l'approvazione e la messa in vendita al viceré di Milano. La richiesta non sarà però accettata perché:
Secondo Voltaire:
Nella seconda metà del XVIII secolo la chimica comincia ad interessarsi in modo specifico e scientifico ai principi attivi dando inizio a quella che prenderà successivamente il nome di chimica farmaceutica. Contemporaneamente nasce la farmacologia sperimentale con il principio metodologico fondamentale della sperimentazione sistematica, in vivo e in vitro.

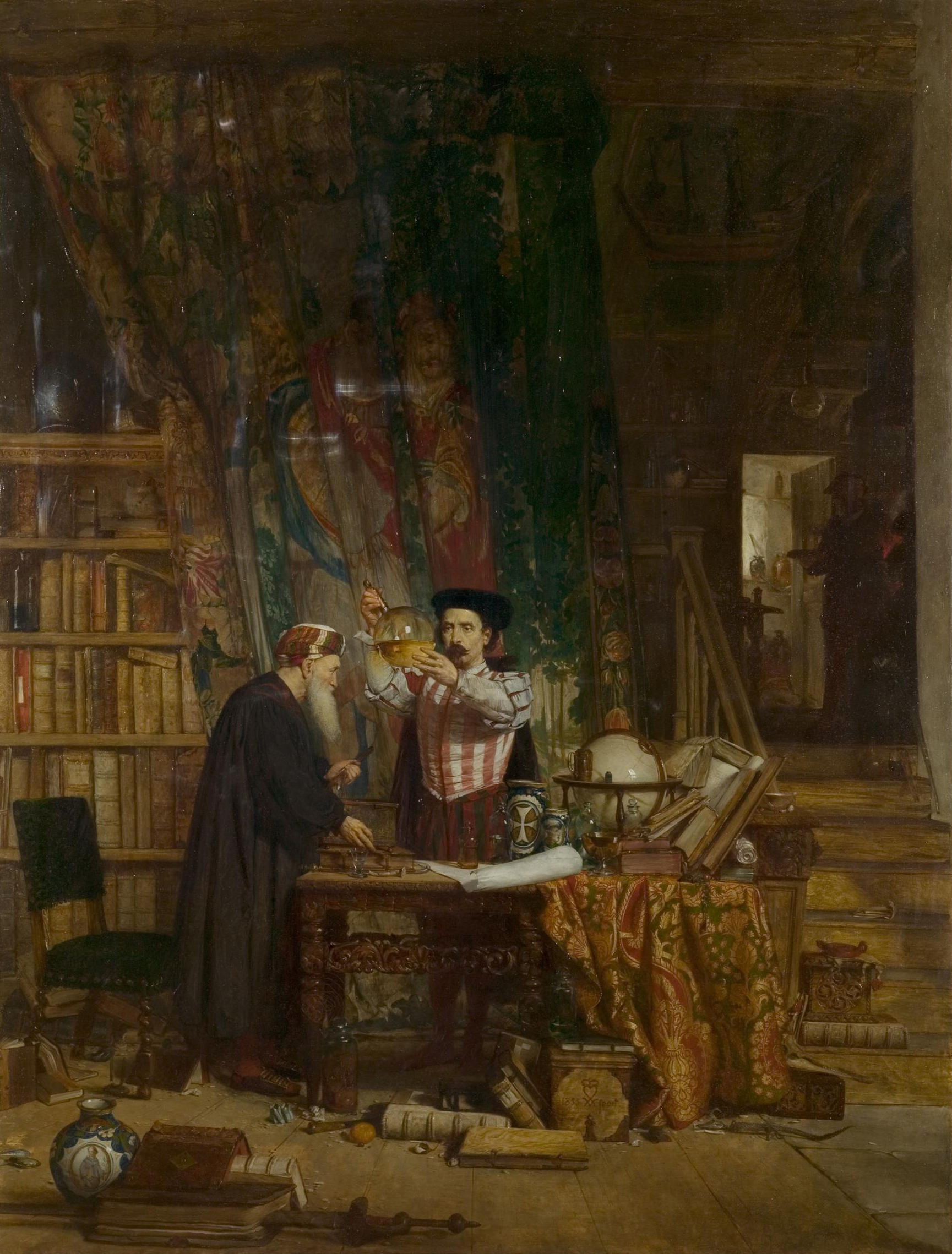
The Alchemist di William Douglas

### Il XIX secolo
Agli inizi del XIX secolo si capisce definitivamente che l'attività medicamentosa delle piante è legata a uno o più principi attivi, nonché si verifica un significativo sviluppo della fisiologia sperimentale e della chimica.
I primi studi di fisiologia sperimentale amplieranno le conoscenze sulla comprensione del corpo umano sia in condizioni normali sia in condizioni patologiche, mentre la chimica, ormai diventata una scienza vera e propria, mette in atto studi per isolare i principi attivi delle preparazioni ottenute da piante ed erbe arrivando ad isolare allo stato puro molte di esse, come alcaloidi e glucosidi.
Nel corso del XIX secolo iniziano a farsi strada gli insegnamenti medici a carattere pratico-applicativo. e l'interesse medico si concentra sulla preparazione artigianale di rimedi terapeutici da parte di quelli che oggi vengono definiti farmacisti, erboristi e chimici.
Si comincia a riconoscere la relazione tra dose ed effetto e quella tra struttura e attività farmacologica. Oswald Schmiedeberg (1838-1921) è considerato il fondatore della farmacologia come disciplina sperimentale indipendente. Egli cerca di raggruppare i composti capaci di espletare azioni analoghe ponendo così le basi per una classificazione scientifica dei farmaci.
Verso il 1815 nasce la farmacognosia che si occupa della morfologia interna ed esterna delle piante medicinali e del loro contenuto di principi attivi, così come presenti in natura e come preparati e conservati dall'uomo. Proprio nel XIX vengono effettuati i primi tentativi per ottenere, attraverso la sintesi chimica, sostanze dotate di attività farmacologiche e si avvia il processo d'industrializzazione per l'identificazione e la produzione di farmaci. Vengono scoperti in questo periodo gli anestetici generali come l'etere, il cloroformio e il protossido d'azoto.
Tra la fine del XIX secolo e l'inizio del XX vengono poi sviluppati gli antipiretici di sintesi che sostituirono la chinina. Questi sono principalmente derivati dalla corteccia di salice da cui nel 1828 viene estratta la salicina. Nel 1874 viene infatti sintetizzato l'acido salicilico usato l'anno successivo per trattare la febbre reumatoide. Nel 1897 il chimico tedesco Felix Hoffman, durante ricerche volte a migliorare la tollerabilità dell'acido salicilico, mescola quest'ultimo con l'acido acetico ottenendo l'acido acetilsalicilico (ASA), comunemente detto aspirina, messo in commercio dalla Bayer nel 1899.
Nel 1860 viene isolata la cocaina che nel 1884 viene introdotta in oftalmologia come anestetico locale. Nel 1892 iniziarono però le ricerche per sostituirla con prodotti di sintesi con un miglior rapporto rischio-beneficio che porterà alla sintesi della procaina nel 1905. Sempre nel 1860 giungono in Europa i primi studi sullo strofanto di cui viene segnalata l'azione sull'attività cardiaca nel 1890 e andrà a sostituire la digitale. Nel 1878 viene inoltre introdotto il concetto di recettore quasi contemporaneamente da John Langley e Paul Erhlich, il padre della chemioterapia.

### Il XX secolo

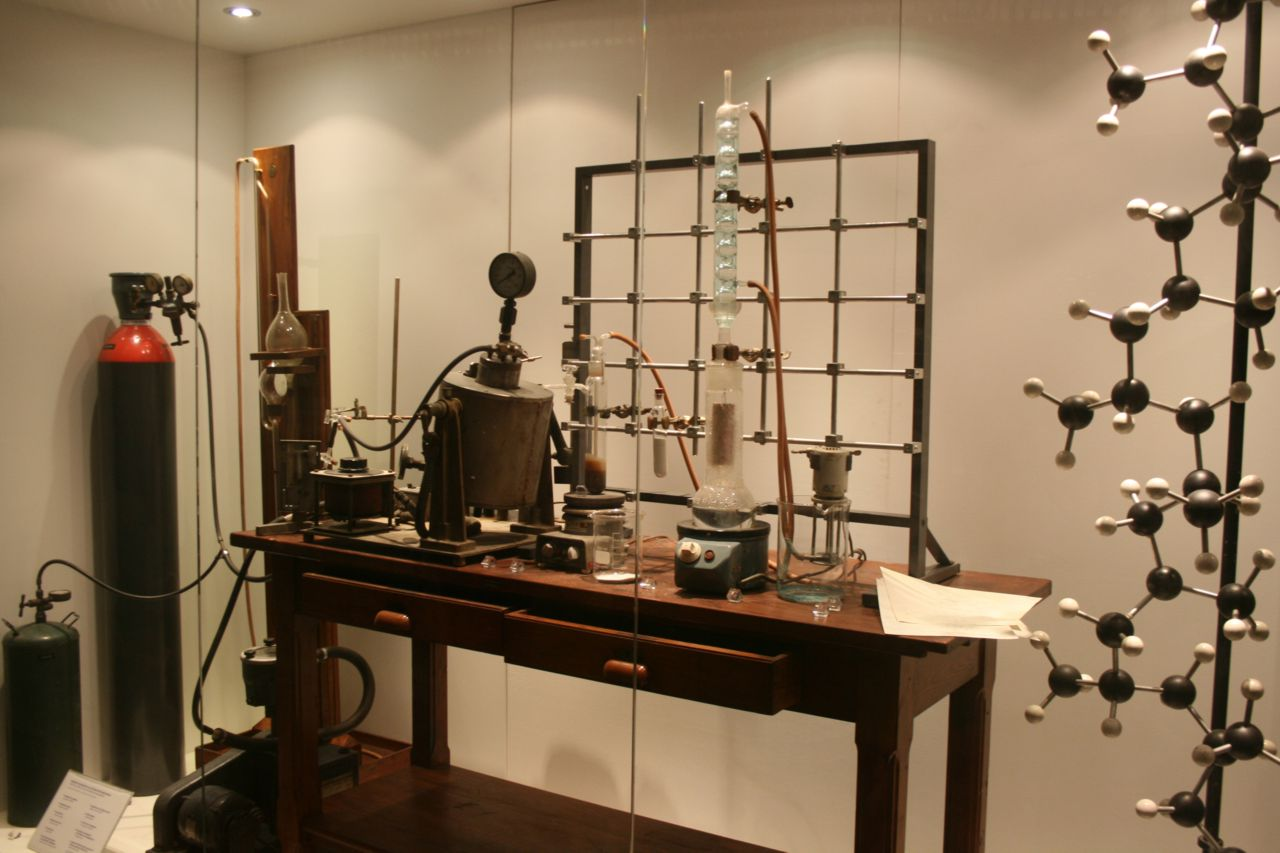
Complesso da laboratorio per produzione di polipropilene

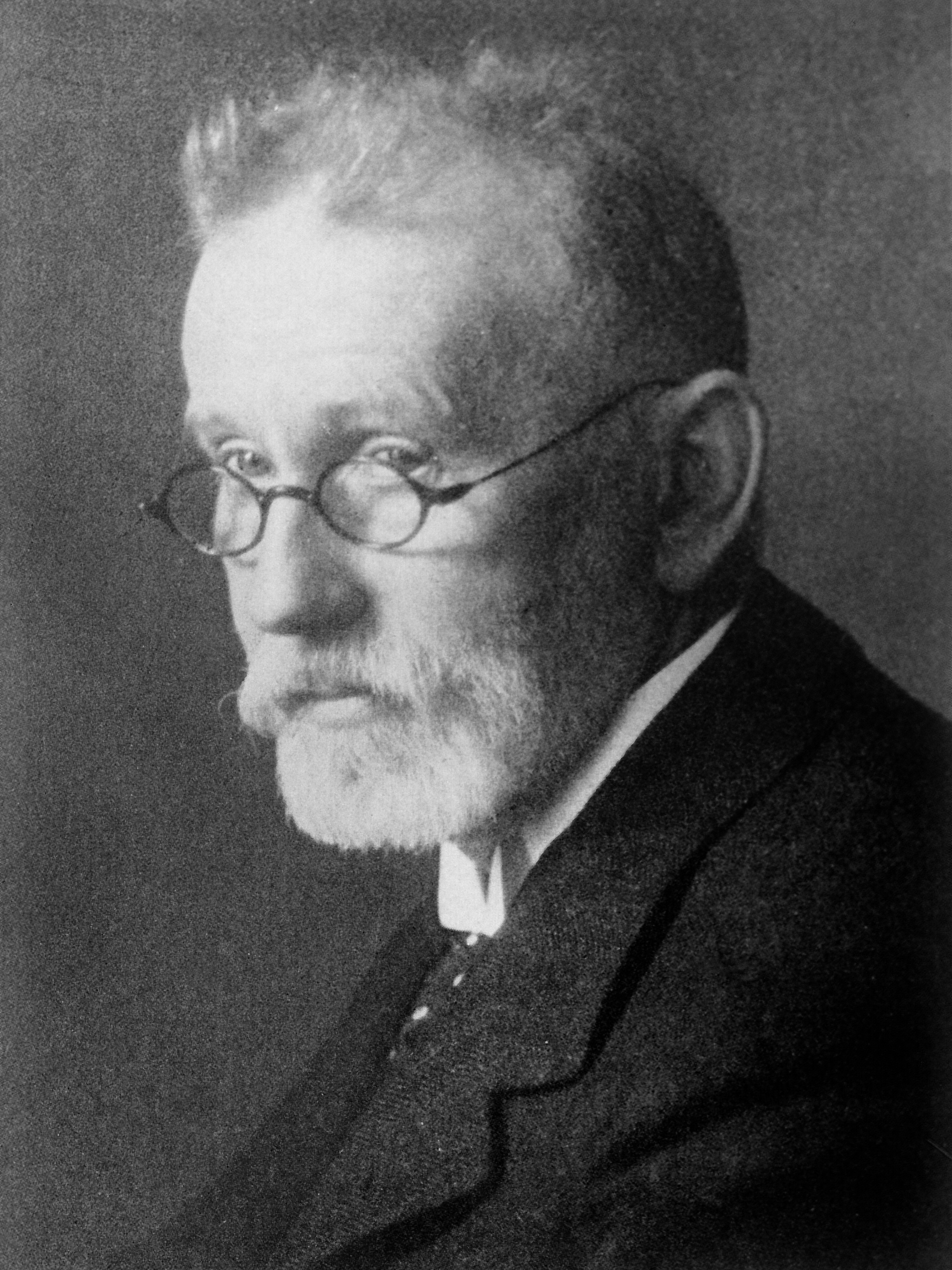
Paul Ehrlich

Tra la fine del XIX secolo e l'inizio del XX, soprattutto in Germania, iniziano a nascere istituti scientifici autonomi distaccati dalle cliniche che portano avanti ricerche, senza contatto diretto con il paziente, al fine d'individuare sull'animale gli effetti di nuove sostanze, nonché prendono corpo i primi studi sulla farmacocinetica. Nei primi decenni del XX secolo:
- i farmaci sono ottenuti sia per sintesi chimica sia preparati di origine naturale
- si conducono ricerche sulle proprietà astringenti e caustiche di alcuni sali di metalli pesanti
- si conducono ricerche sull'azione antisettica e disinfettante del manganese, del mercurio, dello iodio e del cloro
- si conducono studi sull'azione purgativa di soluzioni concentrate di solfato di sodio e magnesio, il famoso 'sale inglese'
- vengono valutati farmaci ottenuti da oro, argento, piombo, rame, stagno, ferro e mercurio
- vengono introdotte la novocaina (1901), il Veronal (1903), il Salvarsan (1906) e il Prontosil Rosso (1934)
- viene scoperta l'eparina (1922)
- viene scoperta la penicillina (1928)

Inizia la commercializzazione di preparazioni farmaceutiche come pillole e compresse dai colori allettanti accompagnate da foglietti illustrativi, capaci solo di un effetto placebo. I foglietti illustrativi sono solo testi che elogiano il medicinale basati sull'impressione e l'entusiasmo del medico curante, da qui il termine bugiardino ancora oggi utilizzato.
Nella prima metà del XX secolo vengono inoltre introdotte terapie con arsenobenzoli e sulfamidici a cui si affiancheranno nella seconda metà del secolo farmaci come gli antibiotici, gli antitumorali, gli antipertensivi, i farmaci per l'ulcera e gli psicofarmaci. Nel 1920 Frederick Banting e Charles Best isolano quella che verrà poi chiamata insulina somministrata per la prima volta nel 1922 a un ragazzo diabetico di 14 anni in fase terminale.
Fra le scoperte più significative del '900 troviamo quella delle vitamine:
- la vitamina C viene isolata nel 1928 e sintetizzata nel 1934
- la vitamina PP viene identificata nel 1937
- la vitamina B1 viene isolata nel 1926 e sintetizzata nel 1936
- la vitamina A viene identificata nel 1920, isolata e sintetizzata nel 1931

I primi anticoagulanti per l'uomo vengono immessi in commercio negli anni '50. Tra di essi il warfarin, un derivato del dicumarolo, era precedentemente utilizzato nella lotta contro i roditori. Alla diffusione e all'uso degli anticoagulanti contribuisce il presidente degli Stati Uniti Dwight Eisenhower che sopravvive ad una trombosi coronarica proprio grazie alla somministrazione del warfarin.

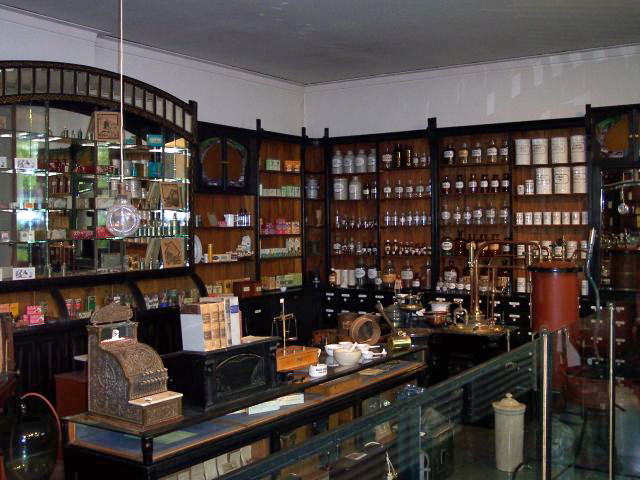
Farmacia storica

Sono della seconda metà del XX secolo anche i FANS, i farmaci antidiabetici, gli anticoagulanti curaminici e gli antibatterici. Tra gli anni '50 e '60 inizia il drug screening, ovvero l'analisi sistematica e standardizzata di tutti gli effetti dei composti chimici sui tessuti biologici. Sempre nella seconda metà del XX secolo si sviluppano discipline come la farmacologia clinica, la farmacoepidemiologia, la farmacovigilanza e la farmacoeconomia.
Negli ultimi anni del XX secolo vennero messi in commercio i farmaci il cui scopo non è quello di curare la malattia, bensì ridurre il rischio di comparsa della stessa, come ad esempio le statine e gli antiaggreganti piastrinici. Il primo appartenente alla seconda categoria viene scoperto a Roma, il ditazolo, a cui fanno seguito la ticlopidina e il clopidogrel. La storia recente del farmaco in Italia è legata alla nascita delle prime industrie farmaceutiche, dovute all'iniziativa di farmacisti, come Francesco Angelini, Archimede Menarini, Carlo Erba, Franco Dompè, Giacomo Chiesi e Giovanni Battista Schiapparelli, che realizzarono i primi stabilimenti dopo aver avuto successo con le loro specialità preparate in laboratorio.

## Classificazione
A livello internazionale è stato stabilito un sistema unificato di classificazione dei farmaci denominato Sistema di classificazione anatomico, terapeutico e chimico (in inglese, Anatomical Therapeutic Chemical (ATC) classification system) che classifica i medicinali in base all'organo o all'apparato su cui agiscono e le loro proprietà terapeutiche, farmacologiche e chimiche.

## Descrizione
In linea generale un farmaco è una sostanza chimica in grado di legarsi a una macromolecola funzionale della cellula al fine di produrre un effetto farmacologico.

### Nomenclatura
I farmaci vengono identificati in tre modi:
1. nome IUPAC - ne identifica la composizione chimico-molecolare
2. nome generico o comune - identifica il farmaco a livello internazionale e in cui l'iniziale del nome è in minuscolo
3. nome commerciale - nome brevettato del composto e indica la specialità farmaceutica che lo contiene; l'iniziale è maiuscola

### Aspetto e composizione
Il farmaco è composto da un principio attivo responsabile del suo effetto curativo, e da altre sostanze, denominate eccipienti, che completano la composizione e definiscono la formulazione (es. compresse, capsule, sciroppo, granuli, supposte, pomate, liquido per iniezioni, ecc.) del cosiddetto “prodotto finito”, vale a dire del farmaco che sarà somministrato ai malati che dovessero averne necessità.
I medicinali possono essere di natura differente, ad esempio ottenuti con biotecnologie (es. anticorpi monoclonali), essere di natura cellulare - comprese le cellule modificate geneticamente -, plasma-derivati, prodotti medicinali immunologici (vaccini, allergeni, sieri immuni) ma anche prodotti medicinali a base di erbe o radiofarmaci.

## Dal laboratorio al paziente
Il processo che porta alla commercializzazione di un farmaco si suddivide in diverse fasi:
1. R&D
2. Studio clinico
3. Valutazione
4. Autorizzazione
5. Commercializzazione
6. Sicurezza e monitoraggio

### Ricerca e sviluppo
Il processo di sviluppo di un nuovo farmaco si suddivide in tre fasi principali:
1. la scoperta, ovvero l'individuazione di lead compound dotati di una certa attività verso una o più macromolecole coinvolte nella patologia, precursori del principio attivo, costituiti da gruppi funzionali denominati farmacofori
2. l'ottimizzazione, ovvero le modificazioni strutturali del lead compound al fine di:
  - incrementarne l'attività e la selettività
  - migliorarne la farmacocinetica
  - diminuirne la tossicità
  - analizzare le relazioni struttura-attività (SAR)
3. lo sviluppo, ovvero l'ottimizzazione del processo di sintesi e la preparazione di formulazioni farmaceutiche opportune

Un ruolo fondamentale in questo processo è ricoperto dai 'marcatori biologici' ovvero gli indicatoridi processi fisiologici, patologici o di risposte biologiche all'intervento terapeutico. La ricerca di nuovo medicinale è generalmente svolta dalle aziende farmaceutiche e biotecnologiche oltre che da dottori e ricercatori universitari.

### Studio clinico
Per poter essere autorizzato, un farmaco deve essere testato prima in laboratorio su diversi animali per valutarne la tossicità e poi su pazienti reali mediante il processo che prende il nome di studio clinico. Ciascun studio clinico deve essere svolto nel rispetto delle normative stabilite a livello internazionale dall'Organizzazione Mondiale della Sanità.

### Valutazione
Al fine di ottenere l'autorizzazione alla commercializzazione di un farmaco, il produttore deve sottoporre all'ente di controllo nazionale tutta un serie di dati che verranno valutati da una commissione di esperti al fine di determinare se il farmaco è sicuro ed efficace.
A livello europeo, i dati da sottoporre a valutazione includono:
- caratteristiche fisiche e chimiche del composto (es. stabilità, purezza e attività biologica)
- il meccanismo d'azione del composto
- distribuzione ed eliminazione del composto nell'organismo
- metodo di fabbricazione
- compliance agli standard GLP, GCP e GMP
- effetti del composto sugli animali
- il gruppo di pazienti che si propone di trattare con il farmaco
- effetti del composto sull'essere umano riscontrati durante gli studi clinici
- come devono essere gestiti e monitorati i rischi una volta che il farmaco sarà commercializzato
- le informazioni da fornire a dottori e pazienti
- quali informazioni saranno raccolte durante studi di follow-up (RMP)

Negli Stati Uniti il processo di valutazione dei nuovi farmaci è responsabilità del Center for Drug Evaluation and Research (CDER) dell'FDA e si basa su tutti i dati sugli animali e sugli esseri umani, le analisi di tali dati, nonché informazioni su come il farmaco si comporta nell’organismo e su come viene prodotto.
Nel 2021, il governo cinese ha istituito un sistema di valutazione completo che definisce il valore dei prodotti farmaceutici secondo sei dimensioni:
1. sicurezza, comprende le reazioni avverse che causano danni sistemici e il tasso di incidenza delle singole reazioni avverse
2. efficacia terapeutica, include tutti gli endpoint utilizzati negli studi clinici di alta qualità
3. costo-efficacia, si tengono in considerazione i costi fissi, variabili e marginali
4. adattabilità, riguarda le caratteristiche tecniche del farmaco, la sua idoneità per diverse popolazioni e la conformità alle specifiche del farmaco
5. accessibilità, include il prezzo del farmaco, la disponibilità per ciascun paziente e la sostenibilità economica dei medicinali
6. innovazione, si tengono in considerazione i costi fissi, variabili e marginali

In generale il principio fondamentale su cui poggia la valutazione di un farmaco è il rapporto rischio-beneficio: la valutazione potrà essere positiva solo nel caso in cui i benefici superino i rischi. La valutazione da parte dell'EMA può richiedere fino a 210 giorni, mentre l'FDA americana può richiedere fino a 10 mesi.

### Autorizzazione
In America l'autorizzazione alla commercializzazione di un farmaco viene rilasciata direttamente dall'FDA. La legislazione europea prevede invece diverse procedure autorizzative:
- la procedura nazionale - ha validità solo nel Paese in cui viene rilasciata[43]
- la procedura di mutuo riconoscimento - prevede che l'autorizzazione rilasciata da uno Stato membro venga estesa ad un altro[44]
- la procedura decentrata - permette di ottenere un'autorizzazione valida contemporaneamente in più Stati
- la procedura centralizzata - coordinata dall'EMA, permette di ottenere un'autorizzazione valida in tutti i Paesi membri dell'UE e nei tre Stati dell’Associazione europea di libero scambio dello Spazio Economico Europeo (Islanda, Liechtenstein e Norvegia)[45]
- l'importazione e la distribuzione parallela - sono farmaci autorizzati da Paesi dell'UE che non hanno però ottenuto l'autorizzazione nello specifico Stato, ma in questo esiste un farmaco autorizzato che ha ha gli stessi effetti terapeutici e la stessa sicurezza d'uso[46]

Salvo casi specifici, l'autorizzazione europea ha validità quinquennale rinnovabile per ulteriori cinque anni o indeterminatamente. In Europa le notifiche delle autorizzazioni all'immissione in commercio sono pubblicate nella Gazzetta ufficiale dell'Unione europea, e indicano in particolare la data di autorizzazione e il numero d'iscrizione nel registro comunitario, nonché la denominazione comune internazionale (DCI) della sostanza attiva del medicinale, la forma farmaceutica e il codice anatomico, terapeutico e chimico (ATC).

### Commercializzazione
Affinché possa essere commercializzato, un farmaco deve possedere tre caratteristiche: qualità, sicurezza ed efficacia. Poiché l'assunzione di farmaci senza la necessaria competenza può portare svariati effetti collaterali fino al decesso, è istituito uno speciale regime di vendita che varia da nazione a nazione.
Per quanto riguarda i farmaci che possono causare dipendenza e gli stupefacenti, a livello internazionale si fa riferimento alla Convenzione unica sugli stupefacenti del 1961 nella versione modificata dal Protocollo di emendamenti del 25 marzo 1972. Ogni farmaco deve essere accompagnato dal foglietto illustrativo redatto secondo specifiche norme: linee guida dell'OMS a livello internazionale, Direttiva 2001/83/CE in Europa e regole stabilite dall'FDA negli Stati Uniti.
I farmaci possono essere suddivisi in due macro categorie:
1. OTC (over the counter, i cosiddetti farmaci da banco)
2. farmaci dispensabili solo dietro presentazione di ricetta medica

L'FDA suddivide i farmaci nelle seguenti categorie:
1. farmaci dispensabili solo dietro presentazione di ricetta medica
2. farmaci generici
3. farmaci da banco
4. equivalenti terapeutici

L'EMA riconosce le seguenti classi di farmaci:
1. farmaci per uso umano
2. farmaci per uso veterinario
3. medicinali per uso pediatrico
4. farmaci orfani
5. medicinali a base di erbe
6. terapie avanzate

In Italia i farmaci vengono commercializzati nelle seguenti categorie:
- medicinali soggetti a ricetta medica ripetibile (Ricetta Ripetibile - RR)
- medicinali soggetti a ricetta medica da rinnovare volta per volta (Ricetta non Ripetibile - RNR)
- medicinali soggetti a prescrizione medica speciale (RMS)
- medicinali soggetti a prescrizione medica limitativa
  - medicinali vendibili al pubblico su prescrizione di centri ospedalieri o di specialisti (RRL; RNRL)
  - medicinali utilizzabili esclusivamente in ambiente ospedaliero o in ambiente ad esso assimilabile (OSP)
  - medicinali utilizzabili esclusivamente da specialisti individuati dalla Commissione Tecnico Scientifica (CTS) dell’Aifa - (USPL)
- medicinali non soggetti a prescrizione medica
  - medicinali da banco o di automedicazione (OTC)
  - altri medicinali non soggetti a prescrizione medica (SOP)

### La tutela della proprietà intellettuale
La produzione di un farmaco può richiedere anni di ricerche molto costose, che non necessariamente portano ad un risultato commerciale. Possono tradursi in sostanze inefficaci contro una malattia, o in un farmaco che ha eccessivi effetti collaterali, e del quale le autorità sanitarie non autorizzano l'immissione in commercio. La ricerca e innovazione è associabile a un notevole esborso finanziario e a dei rischi, per i quali chi investe richiede un'adeguata remunerazione. Il cosiddetto leader di mercato sostiene tali costi, che invece sono evitati da quanti imitano prodotti già presenti in commercio (follower). Il premio Nobel Joseph Stiglitz ha evidenziato come:
Nel settore farmaceutico i brevetti rappresentano la forma di protezione della proprietà intellettuale più importante, ma ne esistono anche altre. Nel settore R&D e sul mercato queste includono:
- leggi sui contratti di licenza e le joint venture
- gli statuti sui diritti degli inventori
- leggi che regolano il trasferimento tecnologico
- copyright delle pubblicazioni a supporto del prodotto
- marchi
- norme sui generis che danno diritti di proprietà sui dati clinici e di produzione

In alcuni Paesi la protezione brevettuale è disponibile per i prodotti farmaceutici, i processi di produzione, i protocolli terapeutici, i dosaggi, l'utilizzo del farmaco per specifiche malattie, imballaggio e trasporto, in alcuni casi addirittura per i suoi metaboliti. In altri invece risulta più restrittiva. Nelle normative occidentali, la concessione del brevetto, in particolare per i salvavita, non è subordinata alla determinazione del prezzo secondo un criterio orientato ai costi. L'introduzione di un monopolio legale può quindi garantire alle case farmaceutiche non solo un equo ripagamento dei costi di ricerca e sviluppo con un adeguato margine di guadagno, ma profitti largamente al di sopra di quelli possibili in un mercato concorrenziale.
La pressione concorrenziale porta la maggior parte delle aziende farmaceutiche a richiedere il brevetto molto presto, nonostante i lunghi tempi d'approvazione. Per questo motivo in alcuni Paesi dell'OECD si possono ottenere proroghe al termine standard di 20 anni. La forza della protezione brevettuale di ciascun prodotto a livello nazionale è anche affetto dall'interazione tra le leggi locali in materia di protezione della proprietà intellettuale e il diritto commerciale. Ciò risulta particolarmente importante nel caso dei medicinali visti i costi relativamente bassi di trasporto in relazione al costo del prodotto stesso e il fatto che la capacità produttiva di alta qualità è geograficamente concentrata.
Il brevetto per la produzione o l'applicazione clinica di un farmaco decade dopo circa 15-20 rendendolo producibile anche da case farmaceutiche diverse da quella che ha depositato il brevetto previa autorizzazione dell'autorità competente. Il farmaco equivalente è un farmaco che ha principio attivo, forma farmaceutica, via di somministrazione, modalità di rilascio, dosaggio, numero di unità posologiche e dosi unitarie uguali a un farmaco di riferimento (“di marca”) a cui è scaduta la copertura brevettuale.

## Terapie sicure in ospedale
La gestione corretta delle terapie e il rispetto della regola delle 5G sono spesso supportati nelle farmacie ospedaliere dal cosiddetto sistema della dose unitaria. Qui i farmaci vengono riconfezionati in dosi unitarie, indipendenti dal paziente. Nel processo di riconfezionamento, completamente automatizzato, su ogni dose unitaria vengono stampate le informazioni relative al farmaco nella confezione originale, come la data di scadenza o il numero di lotto di produzione. Il packaging in monodose impedisce la contaminazione da parte di altri farmaci e che le informazioni della confezione originale non vadano perse.